# 성남 박태현 전국 창작동요제
성남 박태현 전국 창작동요제는 2000년부터 시작되어, 지금까지도 계속 이어지고 있는 대한민국의 동요제이다.
성남 박태현 전국 창작동요제는 한국예술문화단체총연합회 성남지회가 주최하고, 한국음악협회 성남지부와 박태현추진위원회가 주관하며, 매년 8월에 접수하여 예선을 거쳐 본선진출곡 15곡을 가려낸뒤, 10월~11월에 본선을 진행한다.
어린이들에게 고운 심성을 갖게 하고, 창의적이고, 발전적이며, 활기찬 우리 동요의 보급을 위해 2000년 제1회 성남시전국창작동요제가 개최되었다. 그 후 9회째인 2008년부터 고(故) 박태현의 예술 정신을 기리고자 행사 명칭을 성남 박태현 전국 창작동요제로 변경하였다. 박태현은 「나 성남에 살리라」를 비롯하여 200여 곡의 유작을 남겼으며, 1989년 제1회 성남예술대상, 1989년 제4회 KBS 동요대상과 제21회 대한민국 문화예술상을 수상하였으며, 작고 후 2002년 10월 20일 대한민국 문화훈장(은관장)을 추서받았다.
성남 박태현 전국 창작동요제의 참가 자격은 현직 교사 와 일반인 및 동요작곡가가 참가가 가능하고, 가창자는 어린이만 참여할 수 있으며, 참가곡은 발표되지 않은 창작곡이어야 하며, 참가 부문은 독창과 중창이다. 참가자는 악보와 피아노 반주로 노래한 카세트테이프 또는 CD를 제출하고, 예선을 거친 15곡 정도만을 본선에서 심사하고 있다.
본선 진출곡은 본선곡 모두 반주곡을 편곡하고 제작한다.
시상 내역은 대상으로 성남시장상, 금상으로 경기도 성남교육장상이 수여된다. 은상은 한국예술문화단체총연합회 성남지회장상, 동상은 한국음악협회 성남지부장상, 그리고 특별상이 수여된다. 또한 본선 참가곡을 음반 및 악보로 제작하여 초등학교에 보급하고 있다.

## 역대 대상 수상곡
| 회차   | 연도   | 곡명                   | 작사        | 작곡   | 노래                                                                                                   |
| ------ | ------ | ---------------------- | ----------- | ------ | --- |
| 제1회  | 2000년 | 비 오다 개인 날 아침   | 최갑규      | 문원자 | 안수진 외 10명(중창)                                                                                   |
| 제2회  | 2001년 | 솔새                   | 이슬기      | 류정식 | 신소연 외 5명(중창)                                                                                    |
| 제3회  | 2002년 | 사랑의 마음으로        | 한예찬      | 류정식 | 사공빈, 손장병, 임수빈, 임윤지, 이다정, 김재원, 사공민(중창)                                           |
| 제4회  | 2003년 | 꼭꼭 숨어라            | 류동일      | 류동일 | 최고은, 차정은, 김예슬, 조다혜, 정다울, 장현정, 이예은, 소신아, 최수지(중창)                           |
| 제5회  | 2004년 | 새들의 합창소리        | 한혜원      | 한혜원 | 작은평화예술단                                                                                         |
| 제6회  | 2005년 | 가을여행               | 이다경      | 윤영신 | 임그리나, 박태영, 박주연, 김이재, 이유진(중창)                                                         |
| 제7회  | 2006년 | 다람쥐 한 마리         | 연우 김명희 | 손정우 | 장오은, 안재경, 이슬기, 최은지, 성시원, 함승현, 문인주, 조다은, 안희성(중창)                           |
| 제8회  | 2007년 | 겨울눈꽃 천사마음      | 김에녹      | 손정아 | 이유진, 박정선, 김성윤, 김수연, 조아란, 오연수, 송채영, 박미령, 박정수(서울 봉현초등학교)              |
| 제9회  | 2008년 | 벚꽃 팝콘              | 김기연      | 정보형 | 한지민, 소담, 소은, 전진우, 권민철, 손예림(중창)                                                       |
| 제10회 | 2009년 | 빨랫줄에는             | 김기연      | 송진영 | 주세은, 조현아, 임라윤, 이선빈, 곽민주, 한유정, 송민지, 남궁수진, 이새연, 킴벌리, 주다솜(중창)         |
| 제11회 | 2010년 | 진흙 블랙홀            | 박은경      | 박은경 | 김석찬 외 9명(중창)                                                                                    |
| 제12회 | 2011년 | 꼬꼬댁 꼬꼬            | 김정녀      | 김정녀 | 구윤찬                                                                                                 |
| 제13회 | 2012년 | 동동 얼음동동 냉면이요 | 채정미      | 김세은 | 음악 친구들(중창)                                                                                      |
| 제14회 | 2013년 | 오선지 음악나라        | 김영민      | 김영민 | 키즈 솔라레(중창)                                                                                      |
| 제15회 | 2014년 | 옹기가 뚝딱            | 염경아      | 염경아 | 늘해랑 중창단(수원)                                                                                    |
| 제16회 | 2015년 | 꿈바람                 | 김재한      | 김재한 | 해피멜로디 중창단(서연지,성채원,이은빈,이정현,차현령,서진영,김태윤,박선진,이슬빈,서예은,정은재,유혜인) |
| 제17회 | 2016년 | 포구락                 | 김정녀      | 김정녀 | 태양의 아이들                                                                                          |
| 제18회 | 2017년 | 신명나는 지신밟기      | 배인숙      | 배인숙 | 꿈이 크는 아이들                                                                                       |
| 제19회 | 2018년 | 천하대장군             | 박주만      | 박주만 | 또래또래 친구들                                                                                        |
| 제20회 | 2019년 | 바다 미용실            | 김재한      | 김재한 | 꿈나무 중창단(정아인,허나윤,김보경,김라엘,하은담,하연제,김예소,윤이섭,김은우,김보윤)                   |
| 제21회 | 2020년 | 괜찮아 잘 할 수 있어   | 박주만      | 박주만 | 이주원                                                                                                 |
| 제22회 | 2021년 | 달을 사랑하는 꽃       | 이수영      | 문은정 | 장예린                                                                                                 |
| 제23회 | 2022년 | 사랑이 돌돌            | 심진하      | 이명선 | 다온소리중창단                                                                                         |
| 제24회 | 2023년 | 자전거 배우는 날       | 김해영      | 김해영 | 하늘소리중창단                                                                                         |
| 제25회 | 2024년 | 어린바다의 이야기      | 하다정      | 하다정 | 위드프렌즈(김태이, 김태희, 신지아, 이수민, 임주은)                                                     |

## 같이 보기
- KBS 초록동요제
- KBS 창작동요대회
- MBC 창작동요제
- EBS 고운노래발표회
- 서덕출 창작동요제
- 고향의 봄 창작동요제
- 국악동요제
- 용인시 창작동요제
- 유니세프 국제어린이음악제 한국예선